# Brooklyn Zu
Brooklyn Zu är en musikgrupp som är nära knuten till den före detta och avlidne Wu-Tang Clan medlemmen Ol' Dirty Bastard. Gruppen består av rapparna Merdoc, Zoo Keeper, Buddha Monk, Shorty Shitstain och 12 O’Clock. Den sistnämnda är lillebror till Ol' Dirty Bastard. Brooklyn Zu släppte albumet "Chamber #9, Verse 32." 2008.